# وینسنت گیل
وینسنت گیل (انگلیسی: Vincent Gil؛ زادهٔ ۱۹۳۹) وفات ۲۱ آگوست ۲۰۲۲ هنرپیشه اهل استرالیا است.
از فیلم‌ها یا برنامه‌های تلویزیونی که وی در آن نقش داشته‌است می‌توان به مکس دیوانه، سنگ، فریادی در تاریکی و بانک اشاره کرد.